# Saxhyttan (naturreservat)
Saxhyttan är ett kommunalt naturreservat i Hällefors kommun i Örebro län.
Området är naturskyddat sedan 2007 och är 5 hektar stort. Reservatet består av äldre lövskog på igenväxt ängs- eller hagmark.